# Beta svjetlost
Beta svjetlost koristi plinoviti tricij, radioaktivni izotop vodika, kao izvor za stvaranje vidljive svjetlosti. Tricij zrači elektrone velikih brzina i energije, a nastaje beta raspadom atomske jezgre, i kada je u dodiru s fluorescentnom tvari, nastaje radioluminiscencija ili stvaranje fluorescentne svjetlosti. Kako beta rasvjeta ne treba nikakvu električnu energiju, koristi se na primjer kod svjetlećih oznaka izlaza u nuždi, za osvjetljenje brojki na ručnom satu (vidljivo u mraku) ili kompasu.

## Beta svjetiljka
Beta svjetiljka je staklena cijev ispunjena plinovitim tricijem i unutrašnji sloj stakla je presvučen fluorescentnom tvari, a ima radioaktivnost od 68 GBq (1,8 kiri). Tricij je radioaktivni izotop vodika, koji spontano prolazi kroz beta (minus) raspad, gdje se neutron raspada u proton, uz zračenje elektrona i antineutrina (elektronski antineutrino ili antičestica neutrina). Oslobođeni elektroni velike energije i brzine, kad padnu na sloj s fluoroscentnom tvari na unutrašnjosti stakla u svjetiljci, stvaraju prigušenu vidljivu svjetlost. 
Kod proizvodnje beta svjetiljke koristi se borosilikatno staklo, koje je iznutra presvučeno fluoroscentnom tvari, i ono se puni plinovitim radioaktivnim tricijem. Cijev se zatvara i spaja s CO2 laserom. Borosilikatno staklo se koristi zbog svoje čvrstoće i otpornost na lom materijala. Unutar cijevi tricij stvara struju elektrona ili električnu struju zbog beta raspada. Osim tricija, prije su se koristili i drugi radioaktivni izotopi, kao recimo radijevi izotopi, ali se zbog štetnosti ionizirajućeg zračenja, odustalo se od daljnje primjene i koristi se tricij koji je manje štetan.
Primjenom različitih fluorescentnih tvari mogu se dobiti i različite boje svjetlosti. Obično se koristi zeleno svjetlo, ali mogu se dobiti i svjetiljke s crvenom, žutom, ljubičastom, narančastom i bijelom bojom. Vijek trajanja takve svjetiljke je od 10 do 20 godina, jer tricij ima vrijeme poluraspada 12,32 godine, što znači da nakon toga vremena jačina osvjetljenja se prepolovi. Što je više tricija unutar cijevi, to je i osvjetljenje jače. Svjetleće oznake za izlaz u slučaju nužde mogu imati garanciju na 10, 15 ili 20 godina.

## Ostala primjena beta svjetlosti
Osim beta svjetiljki, beta svjetlost se koristi kod ručnog sata, da bi se vidjele kazaljke u mraku, kod oznaka izlaza (engl. exit) u slučaju nužde, koristi se i kod privjesaka za ključeve, na nekim oznakama u zrakoplovima, na vojnim kompasima i oznakama nišana, vidljivim u mraku i drugo. Beta svjetlost se može naći i kod nekih starijih modela telefona s ručnim biranjem, iako nakon toliko godina ne daju više vidljivo osvjetljenje. Prije se beta svjetlost koristila i za neke svjetleće mamce u ribolovu. 

## Opasnost za zdravlje
Iako beta svjetlost nije toliko opasna za zdravlje, treba biti oprezan da se tvari koje sadrže beta svjetlost ne progutaju ili ne udišu, jer se tada opasnost znatno povećava. Ako tricij dospije u tijelo, njegovo biološko vrijeme poluraspada je 12 dana i za to vrijeme treba piti veću količinu vode, 3 do 4 litre na dan.